# Sigmatostalix morganii
Sigmatostalix morganii là một loài thực vật có hoa trong họ Lan. Loài này được Dodson miêu tả khoa học đầu tiên năm 1980.